# Obrium vicinum
Obrium vicinum là một loài bọ cánh cứng trong họ Cerambycidae.